# أحرف البدل
في البرنامج ، يعد حرف البدل نوعًا من العناصر النائبة التي تمثل بحرف واحد ، مثل العلامة النجمية ( * ) ، والتي يمكن تفسيرها على أنها عدد من الأحرف الحرفية أو سلسلة فارغة . غالبًا ما يستخدم في عمليات البحث عن الملفات ، لذا لا يلزم كتابة الاسم الكامل.

## اتصالات
في الاتصالات السلكية واللاسلكية ، البدل هو حرف يمكن استبداله بأي مجموعة فرعية محددة من جميع الأحرف الممكنة.
- في إنشاء الارتباط التلقائي الراديوي عالي التردد (HF) ، حرف البدل ? يمكن الاستعاضة به عن أي واحد من 36 حرفًا أبجديًا رقميًا .
- يجب تحديد ما إذا كان حرف البدل يمثل حرفًا واحدًا أو سلسلة من الأحرف.

## الحوسبة
في تكنولوجيا الكمبيوتر ( البرامج ) ، يعد حرف البدل رمزًا يستخدم لاستبدال أو تمثيل حرف واحد أو أكثر. وقد طورت خوارزميات المطابقة في عدد من أصناف الاستدعاء الذاتي المتكررة وغير المتكررة.

### أنماط الملفات والدليل
عند تحديد أسماء الملفات (أو المسارات) في أنظمة التشغيل CP / M و DOS و Microsoft Windows وأنظمة التشغيل الشبيهة بـ Unix ، فإن حرف العلامة النجمية ( * ، يُسمى أيضًا "نجمة") يطابق صفرًا أو أكثر من الأحرف. على سبيل المثال ، doc* يطابق doc و document وليس dodo .
في أنظمة التشغيل المشابهة لـ Unix و DOS ، علامة الاستفهام ? يتطابق تمامًا مع حرف واحد. في DOS ، إذا وضعت علامة الاستفهام في نهاية الكلمة ، فستتطابق أيضًا مع الأحرف اللاحقة المفقودة (صفر) ؛ على سبيل المثال ، النمط 123? سيطابق 123 و 1234 ، لكن ليس 12345 .
في شل Unix و Windows PowerShell ، تتطابق نطاقات الأحرف الموضوعة بين أقواس مربعة ( [ و ] ) مع حرف واحد داخل المجموعة ؛ على سبيل المثال ، تتطابق [A-Za-z] مع أي حرف كبير واحد أو حرف صغير. في شيل يونكس ، علامة تعجب ! يلغي المجموعة ويطابق فقط حرفًا غير موجود في القائمة. أما في شيل يونيكس التي تفسر ! كبديل للسجل ، يمكن استخدام علامة الإقحام ^ بدلاً من ذلك.
يشار إلى عملية مطابقة أنماط أحرف البدل بأسماء ملفات أو مسارات متعددة باسم <i id="mwRg">globbing</i> .

### قواعد بيانات
في لغة SQL ، يمكن استخدام أحرف البدل في تعبيرات LIKE ؛ فعلامة في المئة % تطابق صفر أو أكثر من الحروف، وعلامة تسطير _ تطابق حرف واحد.
يدعم Transact-SQL أيضًا الأقواس المربعة ( [ و ] ) لسرد مجموعات ونطاقات الأحرف المراد مطابقتها ، أما علامة الإقحام ^ فهي تلغي المجموعة وتطابق فقط حرفًا غير موجود في القائمة.
في Microsoft Access ، تطابق علامة النجمة * صفرًا أو أكثر من الأحرف ، اماعلامة الاستفهام ? يطابق حرفًا واحدًا ، وعلامة الرقم التي تسمى شباك # تطابق رقمًا واحدًا ( 0-9 ) ، ويمكن استخدام الأقواس المربعة لمجموعات أو نطاقات من الأحرف المراد مطابقتها.

### التعبيرات العادية
في التعابير العادية ، و نقطة النهاية ( . ، وتسمى أيضا "نقطة") هو نمط البدل الذي يطابق أي حرف واحد. وعند دمجها مع عامل تشغيل العلامة النجمية .* سوف يتطابق مع أي عدد من أي حرف.
في هذه الحالة ، تُعرف العلامة النجمية أيضًا باسم نجمة كلاين .

## روابط خارجية
- كيفية استخدام Wildcards